# Тяготение (музыка)
Тяготение — метафорический термин в русской теории музыки XX века, означающий восприятие слухом диссонантных созвучий (интервалов и аккордов), а также консонантных созвучий, несущих «нетоническую» функцию (доминанты, субдоминанты, атакты и др.), как «неустойчивых» по отношению к «устойчивой» тонике. Поведение всех звуковысотных структур (звуков, интервалов, конкордов, аккордов терцовой и прочей структуры) в тональности уподобляется физическому закону всемирного тяготения — эти звуки и созвучия в разной степени наделяются «энергией» к «потенциальному движению» и «стремлением» к разрешению в тонику, понимаемую как главный устой любого лада.

## Исторический очерк
«Метафизическая концепция» (фр. principe purement métaphysique) мажорно-минорной тональности была внедрена в эпохальном труде Ф.-Ж. Фетиса «Полный трактат о теории и практике гармонии» (Traité complet de la théorie et de la pratique de l’harmonie; 1844; многие переиздания). В рамках учения о гармонии Фетиса широко использовались псевдо-физические (в терминологии автора «метафизические») термины — «стремление» (фр. tendance), «притяжение» (фр. attraction), «движение» (фр. mouvement), «состояние покоя» (фр. repos) и т. п.. В практических учебниках гармонии П. И. Чайковского (1874) и Н. А. Римского-Корсакова (1886) «тяготений» ещё нет. Римский-Корсаков, например, описывает «переход» (авторское слово) от диссонанса к консонансу без какой-либо метафизики. Никаких «тяготений» не описывается и в стандартном музыкальном справочнике начала XX века — «русском Римане». Впервые в российской науке термин «тяготение» регулярно использовал в своём учебнике гармонии Г. Л. Катуар (1924-25). Этот термин Катуар вводит без какой-либо дефиниции, а затем употребляет его неоднократно как нечто само собой разумеющееся.
Решающий вклад в распространение «метафизической» трактовки тональности в России в первые десятилетия XX века внёс Б. Л. Яворский — он и укоренил «ладовое тяготение» как термин русской теории музыки. На основе тяготений и разрешений, по его мысли, разворачивается во времени любой лад (не только мажор и минор), отсюда его ключевой термин «ладовый ритм». 
По следам Яворского «ладовое тяготение» постулируется уже как «категория гармонии» и разрабатывается в работах ведущих российских музыковедов XX века — Б. В. Асафьева, Ю. Н. Тюлина, И. В. Способина, Т. С. Бершадской, Ю. Н. Холопова и других. Вот как описывается генезис ладового тяготения в первом издании «бригадного» учебника гармонии (1934):

Проблема лада и гармонического тяготения в непосредственной связи с вопросом об общей логике музыкальноrо мышления возникла в теоретической науке не очень давно <...>. Оттолкнувшись от «теории ладового притяжения» Ф. Ж. Фетиса (опубликована в его «Трактате о гармонии» 1844 г.), она прошла на своем пути следующие важнейшие этапы: учение Г. Римана (1849–1919) о «тональных функциях», теорию Геварта (1828–1908) и Г. Л. Катуара (1865–1926), теорию «ладового ритма» Б. Л. Яворского, учение о «многоосновности ладов и созвучий» Н. А. Гарбузова, возникшее в самое последнее время...— Способин И.В. и другие. Практический курс гармонии. Часть I. М. 1934, с.14.
.
Особенно развита риторика в трудах Б. В. Асафьева, который считал, что некоторые понятия, относящиеся к психологии музыкального восприятия («тяготение», «разряд», «напряжение», «растяжение» и т. п.), обусловлены «музыкальным движением», интерпретируемым как объективная реальность:

…Музыкант-специалист прежде всего направляет свое внимание к схватыванию отношений в музыке и к пониманию связи и анализу причин этой связи между последованиями звуков во времени и между комплексами звучаний, отдаленных друг от друга на большие расстояния <…>. Слух музыканта старается установить взаимотяготение звукосочетаний в их продвижении и свести к рациональному единству все разнообразие их отношении друг к другу. <...> Итак, такие понятия, как устой, тяготение, напряжение, разряд, сокращение и растяжение, обусловлены объективными свойствами и проявлениями качества музыкального движения, его динамической природой, а отнюдь не субъективными представлениями.— Асафьев Б.В. Музыкальная форма как процесс (1930). Л.,
1971, с.206.